# Ellen Clark Sargent
Pour les articles homonymes, voir Sargent.
Ellen S. Clark Sargent (1826–1911) est une suffragette méthodiste américaine, contestataire fiscale. Elle joue un rôle important dans la promotion du droit de vote des femmes en Californie, avant l'adoption du dix-neuvième amendement à la Constitution des États-Unis. Son mari est le sénateur Aaron A. Sargent (en), également ambassadeur des États-Unis d'Amérique auprès de l'Empire allemand de 1882 à 1884.

## Actions en faveur du droit de vote des femmes
En Californie, elle milite pour les droits des femmes et fonde 1869 l'Organisation pour le suffrage des femmes du comté du Nevada. Elle devient présidente de l'Association pour le Suffrage féminin de Californie. En 1869, Susan B. Anthony et Elizabeth Cady Stanton fondent la National Woman Suffrage Association (NWSA) pour défendre un amendement constitutionnel accordant le droit de vote aux femmes. En novembre 1871, Ellen Sargent est désignée pour représenter la Californie à la convention qui se tient à Washington en janvier 1872, aux côtés la journaliste et avocate de Laura de Force Gordon. 

### Consolidation du féminisme en Californie
Ellen devient la secrétaire en 1872 la secrétaire de la NWSA, lorsque son mari prend la défense de Susan B. Antony, emprisonnée pour avoir refuser de payer l'amende à laquelle elle avait été condamnée pour s'être inscrite illégalement sur les listes électorales. Elle sera par la suite la trésorière du mouvement pendant 6 ans. 
Dans les années 1880-1890, la maison des Sargent située à San Francisco est un haut lieu de la lutte en faveur du suffrage des femmes. Outre les liens durables que le couple a tissés avec Susan B. Antony depuis leur traversée du pays en train de décembre 1871,, Ellen Clark Sargent y reçoit des féministes telles que Julia Ward Howe, Phoebe A. Hearst, la pédagogue Sarah Dix Hamlin ou Emma Sutro Merritt, la fille aînée de l'ingénieur d'origine allemande Adolph Sutro. Ce groupe de femmes est à l'origine du Century Club, le premier club de femmes de San Francisco fondé en 1888.

### Contestation de l'impôt sur la propriété
De retour en Californie après le décès de son époux, elle poursuit ses activités féministes avec la California Equal Suffrage Association (en) et la National American Women Suffrage Association. En 1900, à l'âge de 74 ans, elle se met à contester les impôts et poursuit l'État en justice dans un procès qui s'ouvre le 5 avril 1901. Son argumentaire est semblable à celui de la suffragette de Chicago Belle Squire : pourquoi devrait-elle payer des impôts à un gouvernement qui ne la laisse pas voter ? Durant le procès, elle est soutenue par les féministes locales qui « se rassemblent en force dans la cour présidée par le Juge Sloss, devant quelques hommes "privilégiés" ». Défendue par son fils Georges Sargent, devenu avocat, elle perd son procès le 22 mai 1901, mais continue de contester l'impôt,. Ses actions provoquent des protestations chez d’autres femmes riches contribuables de Californie,. Par la suite, en novembre 1904, elle fait partie des femmes qui, à la suite d'Harriet Taylor Upton (en), envoient une pétition au congrès pour s'insurger contre la création de l'État de l'Oklahoma et le regroupement les États de l'Arizona et du Nouveau-Mexique. Dans ces nouveaux états, les femmes n'auraient plus le droit de vote au même titre que les délinquants, les mineurs, les non-résidents et les illettrés.

### Fonctions honorifiques obtenues de son vivant
Elle est élue présidente honoraire de la California Equal Suffrage Association le 5 octobre 1907, en même temps que les abolitionnistes Caroline Severance et Rebecca Buffum Spring (en) de Los Angeles, le pédagogue et naturaliste David Starr Jordan devenant pour sa part Président honoraire le même jour.
Trois mois après son décès, la Californie modifie la constitution de l'État pour donner le droit de vote aux femmes,.

## Hommages
Peu après son décès, la California Equal Rights Association organise une cérémonie en sa mémoire à San Fransisco, en présence du Gouverneur Hiram Johnson, cérémonie à laquelle participent 2 000 personnes. C'est la première femme à avoir eu une telle cérémonie à San Francisco et à cette occasion, les drapeaux de l'État ont été mis en berne.
En 2020, à l'occasion du 100e anniversaire de la ratification du XIXe amendement par le Nevada, le comté approuve le projet de faire apposer une plaque commémorative en son honneur sur la maison des Sargents de Nevada City.  